# Nezahat Gündoğan

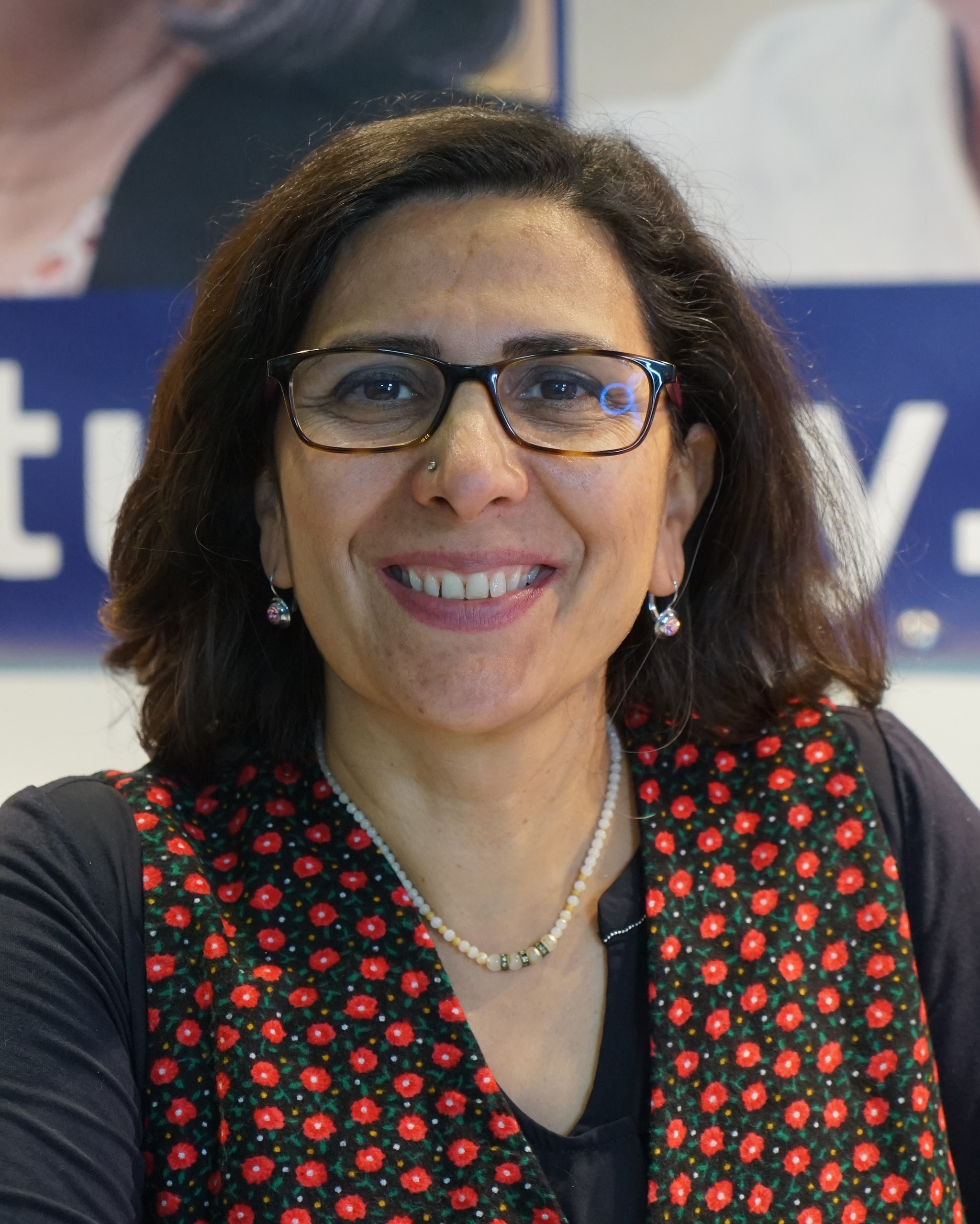
Nezahat Gündoğan (2021)

Nezahat Gündoğan (* 1968 in Erzincan) ist eine türkische Regisseurin, Drehbuch- und Buchautorin. Sie dreht seit 2005 Dokumentarfilme.

## Leben
Nezahat Gündoğan wurde 1968 in Erzincan geboren und besuchte die Schule in Istanbul. Im Jahr 1987 begann sie ein Studium der Architektur an der Trakya Üniversitesi. Aus politischen Gründen musste sie 6,5 Jahre im Gefängnis verbringen. Nach der Entlassung im Jahr 2001 besuchte Gündoğan einen Filmkurs der türkischen Menschenrechtsstiftung TİHV und vollendete ihre Architekturausbildung. Im Jahr 2005 drehte sie ihren ersten Dokumentarfilm Munzur Akmazsa, bei dem es um Natur und Staudämme ging.
Gündoğan ist mit dem Journalisten und Produzenten Kazım Gündoğan (* 1963) verheiratet. Das Ehepaar mit alevitischen Wurzeln hat den Dersim-Aufstand von 1937/38 in Film und Buch aufgearbeitet. In ihren Werken widmeten sie sich des Weiteren der Zwangsassimilation der Armenier.
Das Ehepaar hat zusammen einen Sohn. Sie mussten 2017 wegen politischer Verfolgung nach Deutschland flüchten und leben seither in Köln.
Bezüglich der schwierigen gesellschaftlich-politischen Situation der Minderheiten in der Türkei sagte sie:

„Kurde, Alevite, homosexuell. Aber Armenier sein ist noch schwieriger als das alles. Die Kurden zum Beispiel können sich zusammentun und ihre Interessen vertreten.“

## Auszeichnungen
- Antalya Golden Orange Film Festival 2013: Sonderpreis der Jury in der Kategorie nationaler Dokumentarfilm für Dersim’in kayip kizlari

## Filmografie
Regisseurin
- 2005: Munzur Akmazsa
- 2010: Iki tutam saç. Dersim’in kayip kizlari  (Unburied in the past. The missing girls of Dersim)
- 2016: Vank’in Cocuklari (Die Kinder von Vank)

Drehbuchautorin
- 2010: Iki tutam saç. Dersim’in kayip kizlari

Musikvideos
- 2021: İpek Reçber – Kutnu Zıbın[4]

## Buch
- 2012: Dersim’in Kayıp Kızları (mit Kazım Gündoğan). İletişim Yayınları, Istanbul.